# Look Around
Singles de Red Hot Chili Peppers
Did I Let You Know
(2012) Brendan's Death Song
(2012)
Look Around est le quatrième single au Brésil et le troisième single des Red Hot Chili Peppers qui est tiré de leur album I'm with You. Il fut sorti en version numérique par téléchargement et sous forme d'un single promotionnel au Royaume-Uni qui contient la version de la chanson sur album et une version légèrement modifiée pour la radio.

## Clip Musical
Une vidéo pour la chanson fut tournée en décembre 2011 et publiée par la suite le 26 janvier 2012 sur leur chaîne YouTube officielle. La vidéo a été réalisée par Robert Hales et présente chacun des quatre membres du groupe dans un espace personnel très différent où chacun joue son instrument ou chante. Cette vidéo a été filmée avec quatre caméras différentes, les quatre vues étant ensuite collées les unes contre les autres afin de donner un " effet 360° " et a intronisé un nouveau genre de clip, le clip entièrement interactif. En effet, à l'inverse des vidéos dites "interactive" de YouTube ne possédant qu'un lien vers une vidéo alternative, ce clip dans la version publiée sur le site web officiel des Red Hot Chili Peppers permet de naviguer au fur et à mesure de la vidéo, permettant au spectateur de reproduire sensiblement les mêmes effets que la version "non-interactive" (tourner vers la gauche, la droite, zoomer).